# يوين رن تشاو
يوين رن تشاو (3 نوفمبر 1892 - 25 فبراير 1982) كان عالم لغوي، معلم، باحث، شاعر وملحن صيني أمريكي، ساهم في الدراسة الحديثة لعلم الأصوات والقواعد النحوية في اللغة الصينية.